# Нативидади-да-Серра
Нативидади-да-Серра (порт. Natividade da Serra) — муниципалитет в Бразилии, входит в штат Сан-Паулу. Составная часть мезорегиона Вали-ду-Параиба-Паулиста. Входит в экономико-статистический микрорегион Параибуна/Парайтинга. Население составляет 7359 человек на 2007 год. Занимает площадь 832,606 км². Плотность населения — 8,8 чел./км².
Праздник города — 13 августа.

## История
Город основан 29 мая 1853 года.

## Статистика
- Валовой внутренний продукт на 2003 составляет 27.860.319,00 реалов (данные: Бразильский институт географии и статистики).
- Валовой внутренний продукт на душу населения на 2003 составляет 3.896,55 реалов (данные: Бразильский институт географии и статистики).
- Индекс развития человеческого потенциала на 2000 составляет 0,733 (данные: Программа развития ООН).

## География

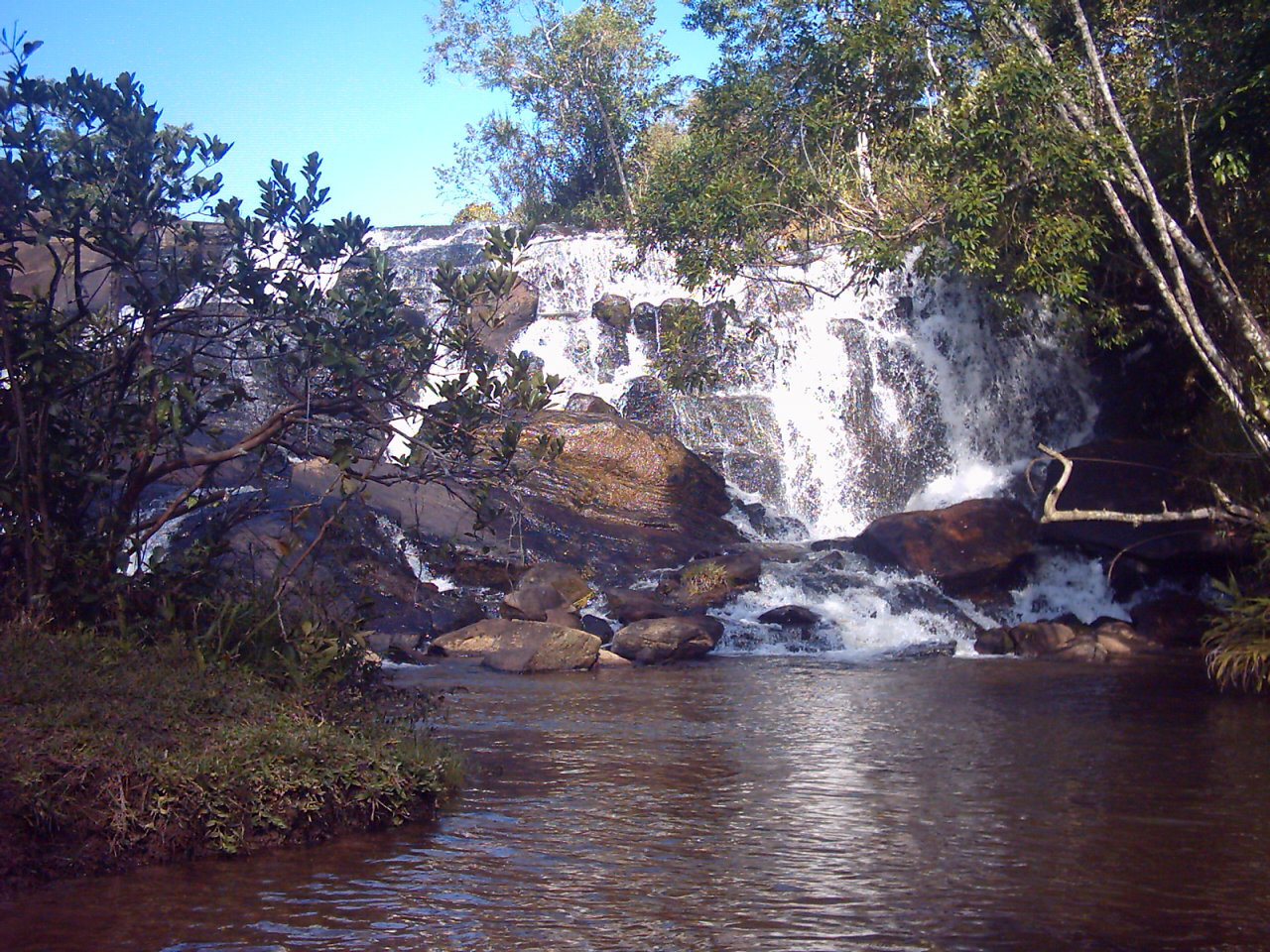

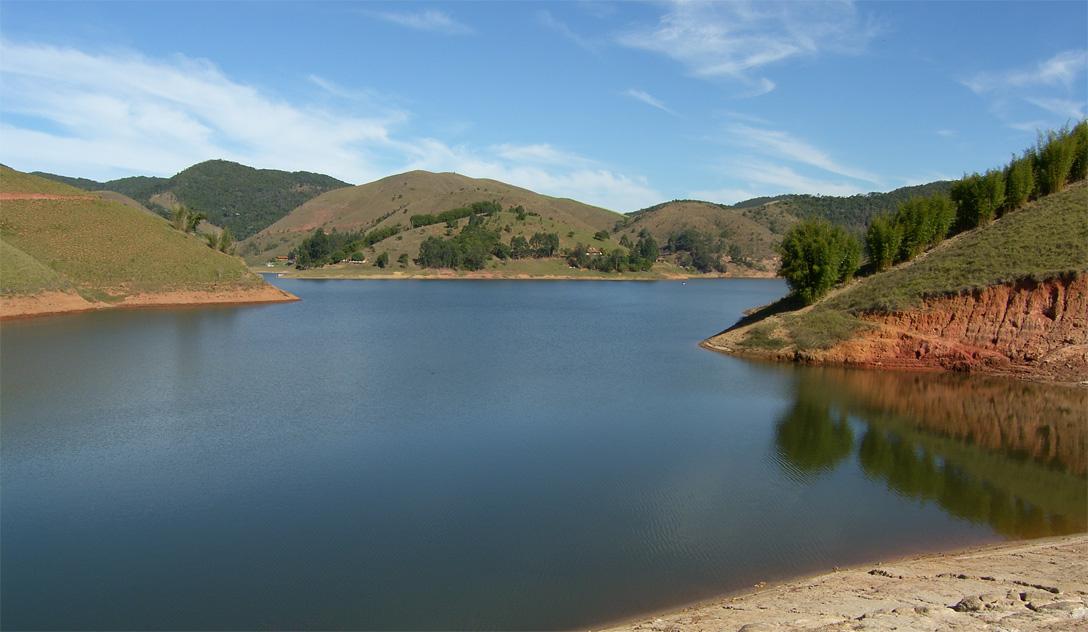

Климат местности: субтропический.